# Фредерік Ндочі
Фредерік Ндочі (алб. Frederik Ndoci, нар.. 9 лютого 1960 року, в Шкодері, Албанія) — албанський співак і кіноактор, представник Албанії на конкурсі пісні Євробачення 2007. Переможець конкурсу «Festivali i Këngës» в 1989 і 2007 роках, лауреат кількох премій «Греммі» та IMA.

## Біографія
Фредерік народився 9 лютого 1960 року в артистичній сім'ї: старша сестра Рита — театральна актриса, а молодша Джулія — професійна співачка. Ндочі почав кар'єру як актор, знявшись в 1983 році в фільмі «Fundi i një gjakmarrjeje» (укр. Остання помста). Згодом він знявся ще в чотирьох фільмах в період з 1984 по 1989 рр. У 1989 році барв участь у місцевому музичному фестивалі «Festivali i Këngës». Виступ проходив досить успішно, і конкурсна композиція, «Toka e Diellit» (укр. — Сонячна земля) зайняла перше місце. Після цієї події Фредерік Ндочі вирішує остаточно пов'язати свою кар'єру з музикою.
У 2007 році виконавець знову брав участь у «Festivali i Këngës» (з 2004 цей фестиваль став відбірковим туром на конкурс Євробачення). Виконавши разом з дружиною Аїдою (вже колишньою) фолк-баладу «Balada e gurit» (укр. Балада про камінь), співак знову став переможцем конкурсу, набравши 55 очок і випередивши п'ятнадцять інших популярних албанських виконавців. Перемога у «Festivali i Këngës» дала дуету можливість представити свою країну на майбутньому Євробаченні.
На конкурсі Євробачення-2007 була виконана англомовна версія оригінальної пісні — «Hear my plea» (укр. Почуй мою молитву). У півфіналі композиція посіла лише сімнадцяте місце з результатом 49 балів, що не дало конкурсантам пройти до фіналу конкурсу. На даний момент цей результат є найгіршим за всю історію участі Албанії у Євробаченні.
29 грудня 2012 року співак знову виступив на «Festivali i Këngës» з баладою «Oh… jeta ime» (укр. — Ах, моє життя…), але не набравши жодного бала, фінішував останнім.

## Дискографія
- Canta Frederik (1995)
- Sono Gitano (2001)
- Vitet Gri (2002)
- Frederik & Friends (2002)
- Romance (2005)
- Canterina (2005)

## Премії
Festivali i Këngës
| Рік  | Номіновано       | Нагорода    | Результат |
| ---- | ---------------- | ----------- | --------- |
| 1989 | «Toka e diellit» | Перший приз | Перемога  |
| 2006 | «Hear My Plea»   | Перший приз | Перемога  |

## Фільмографія
- Fundi i një gjakmarrjeje (1983)
- Dasma e shtyrë (1985)
- Kur hapen dyert e jetës (1986)
- Flutura në kabinën time (1988)
- Edhe kështu, edhe ashtu (1989)